# دیه‌گو آسیس
دیه گو آسیس (به پرتغالی: Diego Assis Figueiredo) بازیکن فوتبال اهل برزیل است که در شهر برزیل و در تاریخ ۱۴ سپتامبر ۱۹۸۷ به دنیا آمده‌است.
دیه گو آسیس در تیم‌های فوتبال Assi IF سابقهٔ حضور دارد.